# Грейнум
Грейнум (англ. Granum) — містечко в Канаді, у провінції Альберта, у складі муніципального району Віллов-Крік № 26.

## Населення
За даними перепису 2016 року, містечко нараховувало 406 осіб, показавши скорочення на 9,2%, порівняно з 2011-м роком. Середня густина населення становила 212,1 осіб/км².
З офіційних мов обидвома одночасно володіли 15 жителів, тільки англійською — 395. Усього 40 осіб вважали рідною мовою не одну з офіційних.
Працездатне населення становило 250 осіб (69,4% усього населення), рівень безробіття — 6% (10,7% серед чоловіків та 0% серед жінок). 88% осіб були найманими працівниками, а 12% — самозайнятими.
Середній дохід на особу становив $37 971 (медіана $26 688), при цьому для чоловіків — $47 076, а для жінок $28 451 (медіани — $36 096 та $21 568 відповідно).
26,4% мешканців мали закінчену шкільну освіту, не мали закінченої шкільної освіти — 33,3%, 41,7% мали післяшкільну освіту, з яких 16,7% мали диплом бакалавра, або вищий.
| Статево-вікова структура населення | Статево-вікова структура населення | Статево-вікова структура населення | Статево-вікова структура населення | Статево-вікова структура населення |
| ---------------------------------- | ---------------------------------- | ---------------------------------- | ---------------------------------- | ---------------------------------- |
|                                    |                                    |                                    |                                    |                                    |
| Всього                             | Всього                             | 48,1%51,9%                         |                                    |                                    |
| 0 — 14 років                       | 0 — 14 років                       |                                    | 9,9%                               | 9,9%                               |
| 15 — 64 років                      | 15 — 64 років                      |                                    | 64,2%                              | 64,2%                              |
| 65 і більше                        | 65 і більше                        |                                    | 25,9%                              | 25,9%                              |
| 85 і більше                        | 85 і більше                        |                                    | 2,5%                               | 2,5%                               |
| Середній вік (років)               | Середній вік (років)               | 48,449,2                           | 48,8                               | 48,8                               |
| Медіана (років)                    | Медіана (років)                    | 54,654,5                           | 54,6                               | 54,6                               |
| — чоловіки — жінки                 |                                    |                                    |                                    |                                    |

| Походження мешканців:     | Походження мешканців:     | Походження мешканців: | Походження мешканців: | Походження мешканців: |
| ------------------------- | ------------------------- | --------------------- | --------------------- | --------------------- |
| Походження                |                           |                       | осіб                  | %                     |
| Корінні американці        | Корінні американці        |                       | 25                    | 6.16%                 |
| Інше північноамериканське | Інше північноамериканське |                       | 115                   | 28.33%                |
| Європейське               | Європейське               |                       | 380                   | 93.6%                 |
| британське                | британське                |                       | 260                   | 64.04%                |
| французьке                | французьке                |                       | 30                    | 7.39%                 |
| українське                | українське                |                       | 10                    | 2.46%                 |
| Азійське                  | Азійське                  |                       | 20                    | 4.93%                 |

| Зайнятість населення за галузями (за класифікацією NOC): | Зайнятість населення за галузями (за класифікацією NOC): | Зайнятість населення за галузями (за класифікацією NOC): | Зайнятість населення за галузями (за класифікацією NOC): | Зайнятість населення за галузями (за класифікацією NOC): |
| -------------------------------------------------------- | -------------------------------------------------------- | -------------------------------------------------------- | -------------------------------------------------------- | -------------------------------------------------------- |
|                                                          |                                                          |                                                          |                                                          |                                                          |
| Управління                                               | Управління                                               |                                                          | 8%                                                       | 8%                                                       |
| Бізнес, фінанси та адміністрування                       | Бізнес, фінанси та адміністрування                       |                                                          | 6%                                                       | 6%                                                       |
| Охорона здоров'я                                         | Охорона здоров'я                                         |                                                          | 10%                                                      | 10%                                                      |
| Освіта, правозахист, муніципальні та урядові служби      | Освіта, правозахист, муніципальні та урядові служби      |                                                          | 14%                                                      | 14%                                                      |
| Роздрібна торгівля та послуги                            | Роздрібна торгівля та послуги                            |                                                          | 20%                                                      | 20%                                                      |
| Гуртова торгівля, транспорт та обладнання                | Гуртова торгівля, транспорт та обладнання                |                                                          | 30%                                                      | 30%                                                      |
| Виробництво                                              | Виробництво                                              |                                                          | 8%                                                       | 8%                                                       |

## Клімат
Середня річна температура становить 5,3°C, середня максимальна – 22,6°C, а середня мінімальна – -15°C. Середня річна кількість опадів – 439 мм.
| Клімат поселення                              | Клімат поселення | Клімат поселення | Клімат поселення | Клімат поселення | Клімат поселення | Клімат поселення | Клімат поселення | Клімат поселення | Клімат поселення | Клімат поселення | Клімат поселення | Клімат поселення | Клімат поселення |
| Показник                                      | Січ.             | Лют.             | Бер.             | Квіт.            | Трав.            | Черв.            | Лип.             | Серп.            | Вер.             | Жовт.            | Лист.            | Груд.            |                  |
| Середній максимум, °C                         | −1,02            | 2,21             | 6,60             | 12,51            | 17,96            | 21,90            | 22,60            | 22,62            | 17,56            | 12,28            | 4,36             | −0,51            |                  |
| Середня температура, °C                       | −8               | −4,76            | −0,37            | 5,52             | 10,98            | 14,92            | 17,00            | 17,03            | 11,96            | 6,69             | −1,24            | −6,09            |                  |
| Середній мінімум, °C                          | −14,97           | −11,74           | −7,35            | −1,43            | 4,02             | 7,95             | 11,40            | 11,42            | 6,36             | 1,10             | −6,84            | −11,69           |                  |
| Норма опадів, мм                              | 16               | 17               | 28               | 31               | 61               | 91               | 47               | 46               | 45               | 21               | 20               | 16               |                  |
| Середньомісячна швидкість вітру, м/с          | 4.30             | 3.90             | 4.30             | 4.30             | 4.19             | 3.90             | 3.49             | 3.30             | 3.60             | 4.10             | 4.34             | 4.20             |                  |
| Середньомісячна сонячна радіація, кДж/м²·день | 4252             | 7669             | 12946            | 17232            | 20757            | 21981            | 23631            | 20230            | 14437            | 8638             | 4547             | 3317             |                  |
| --------------------------------------------- | ---------------- | ---------------- | ---------------- | ---------------- | ---------------- | ---------------- | ---------------- | ---------------- | ---------------- | ---------------- | ---------------- | ---------------- | ---------------- |
| Джерело:                                      |                  |                  |                  |                  |                  |                  |                  |                  |                  |                  |                  |                  |                  |